# パレドゥレーヌ
『パレドゥレーヌ』（Palais de Reine）は、工画堂スタジオが開発・発売したシミュレーションゲームであり、同社にとって初めてとなる女性向け作品である。
本作は乙女ゲームというよりも女性向けの戦略シミュレーションゲームに分類されており、主人公である王女フィーリアが、1人の淑女として、様々なキャラクターとの交流や政治的手腕によって、とある一国の荒廃しつつある時代を生き抜く内容である。

## リリース
本作は、2006年11月10日に工画堂スタジオからWindows用ソフトとして発売された。
2007年10月18日に、新たな要素が追加された移植版として、インターチャネル（後にガンホー・ワークスに事業譲渡）からPS2用に『パレドゥレーヌ -Palais de Reine-』が発売された。また、番外編の「パレドゥロワイヤル」、ファンディスク「パレドゥカルナヴァル」がPC版のみ発売されている。 
2020年6月18日には、リマスター版がDEGICAによってSteamで配信されたほか、2020年11月16日には中国語版（簡体字・繁体字）が追加された。

## 内容
本作は戦略ゲームの面が強く、乙女ゲームというよりも女性向けの戦略シミュレーションゲームに分類されており、主人公である王女フィーリアが、1人の淑女として、様々なキャラクターとの交流や政治的手腕によって、とある一国の荒廃しつつある時代を生き抜く内容である。期間は「王の試練」に挑む1年間（48ターン）で、より多くの味方を得た方が王座を勝ち取るシステムである。難易度は2段階に分かれており、ゲーム序盤で設定できる。
1ターン内に選択できる行動としては、「自由行動」、「騎士配置」、「騎士移動」、「騎士運用」、「報告」の4種類がある。また、4ターンに1度発生する行動としては「税率変更」と「予算投資」がある。
「自由行動」は、執政官・ヴィンフリートに政務を委任したり、服や小物を閲覧することができ、「政務」ボタンを押すことで次の行動に移る。月初めのターンであれば「税率変更」が発生する一方、そうでない場合は「騎士配置」に移行する。「税率変更」と同様に同じく月に一度発生する「予算投資」では、「栄華」「社会」「経済」「協会」「情報」の5分野の事業に投資を行い、収益を強化する。うち、「栄華」は自分の領土の華やかさの度合いであり、高いほど王家の私的財産が増える。また、「協会」は本作における宗教組織であり、時計や水道などのインフラ管理を担う存在である。また、「情報」が低いと、他のパラメータがみられなくなってしまう。
「騎士移動」では、騎士が現在いるエリアの隣のエリアまで移動が可能であり、敵地や中立エリアは通れない。ここで、騎士のいる場所を確定した後、騎士の行動を決める「騎士運用」フェイズに移行する。このターンでは領主も行動できる。
騎士には「名誉」「体力」「武力」「知力」という4つのパラメータがある。また、任務の遂行によって「体力」を消費するため、それが尽きると過労で倒れてしまう。「報告」では、騎士の行動や情勢の変化によるイベントの発生結果がプレイヤーに伝えられる。
キャラクターとのEDも用意されており、攻略対象は美青年はもちろん、年配者、年下、女性、果ては人外までと多岐にわたる。
「パレドゥロワイアル」には、王位をめぐる領主の争いを描いた本編のほか、7本の短編シナリオ、およびリズムゲームが収録されている。また、「パレドゥカルナヴァル」には本編に加え工画堂スタジオの商品『エンジェルアソート4』と『エンジェルアソート5』に収録された短編、さらには新規の短編が収録されている。

## ストーリー
ターブルロンド王国は、騎士王と呼ばれる君主と八聖騎士によってつくられ、騎士王が没した後も、その子孫である王家が騎士たちの承認を得て代を重ね、永く栄華と伝統に守られていた。政治情勢の不安や凶作により民の心が荒れ始めた中、王位継承者の王子の失踪や国王の崩御が重なり、残された王女である主人公・フィーリアが王位を継ぐことになった。だが、それを快く思わない宰相らが王の承認を拒否し、王女を妻にして自らが国王となることを宣言した。その場は周囲の働きで収まったものの、王の承認は1年後に持ち越された。そこで承認を得られなければ、主人公の王位は奪われ、宰相の妻とならなければならない。主人公は、お付きの侍女・エクレールと乳兄弟の執政官・ヴィンフリートと共に「王の試練」に立ち向かう。

### ストーリー（パレドゥロワイヤル）

#### ユーザー公募
大人の階段
フィーリア公認の恋人となったヴァルターは、周囲から結婚を期待されていた。しかし、ヴァルターには、女性と二人きりになるのが苦手という欠点があった。
夜空を駆けた夜
ある日、お忍びで出かけたフィーリアが誘拐される。王配殿下であるディトリッシュはフィーリアを助けるべく奔走する。
永劫の孤独
かつてターブルロンドの地の支配者だった闇の王ヘルゼーエンには、ユニという大切な存在がいた。

#### Kogado Presents
人狼の帰る森
女王となったフィーリアに仕える騎士のひとり、オーロフは、父のキュヴィエを助けるために、友人の騎士ユーグを連れ、人狼の「遺跡」を目指して森に行く。
伝説への船出
東国ハチマンとの国交樹立に向け使節団が結成された。使節団に同行する護衛に起用されたアストラッドは喜びと戸惑いで胸がいっぱいになる。
領主の祭日
年に1度行われる「聖誕祭」には全国各地から領主をはじめとする人々が王都に集まる。
二百周年を迎えた悪霊
王城では、自称悪霊のトライゾンによる被害が相次いでいた。耐えかねた使用人たちは密偵のオーンブルを送り込む。

### ストーリー（パレドゥカルナヴァル）
本編
王女フィーリアは侍女エクレールの協力を得て変装をし、お忍びで出かけた聖誕祭を楽しむ。夜明けを迎えた彼女は、聖誕祭の日の朝に戻っていることに気づく。
オムニバスストーリー
1. 王女殿下の誕生日
2. 執政官の憂鬱
3. 野菊の月のお茶会
4. 異国探訪・黒貴族東へ
5. 三者三様の舞踏会・エリオット編
6. 三者三様の舞踏会・ヴァン編
7. 三者三様の舞踏会・エヴァンジル編
8. 黒翼の魔将【新作】

## 登場人物

### 王女と側近
フィーリア
声：無し
主人公。15歳。騎士王の血筋の直系として敬われる、ターブルロンド王家の姫。兄と父を相次いで失い、唯一残った王族として、王位を継ぐ資格の証明を余儀なくされた。
エクレール
声：友永朱音
17歳。159cm。主人公の従姉妹でもある感情豊かな侍女。常に主人公を思い遣り、女性として幸せになれるよう助力する。
ヴィンフリート
声：鈴木達央
23歳。179cm。領主シルヴェストルの長男。王の崩御に際し、留学を中断して帰国。執政官として主人公を補佐する。

### 7人の騎士
アストラッド
声：岡本寛志
15歳。178cm。主人公の幼馴染で、宰相ディクトールの下で育った活発な少年。騎士ヴァルターの弟子。
ディトリッシュ
声：岸尾だいすけ
20歳。188cm。黒衣の騎士。無表情で淡々と任務をこなす。闇に属する者という噂が囁かれている。
ヴァルター
声：羽多野渉
28歳。185cm。先王の親衛騎士を勤めた、王国随一の騎士。堅実で、主の体裁を重んじ、部下に細やかに気を配る。
エヴァンジル
声：子安武人
21歳。181cm。すでに途絶えた名門の血を窺わせる、優雅な物腰の美男子。知識と話術に長ける。
エリオット
声：稲村優奈
13歳。154cm。幼いながら優れた槍の使い手。血筋の優劣に関係なく、朗らかな性格で他者と接する。
イリヤ
声：谷山紀章
16歳。175cm。異国から亡命してきた王子。周囲の者を警戒しており、一部の例外を除いて心を許そうとしない。
ヴァン
声：岡崎雅紘
19歳。192cm。主人公の兄王子に忠誠を捧げ、失踪した彼の無事を願っている。武器を使うより肉弾戦を得意とする。

### 有力候補者
ディクトール
声：古賀寛之
50歳。187cm。主人公の即位を阻んだ宰相。自分と血の繋がりのある縁者を除き、総じて見下した態度で威圧する。
黒貴族
声：諏訪部順一
年齢不詳。190cm。人外の種族を統べる闇の王で吸血鬼。封印と復活を繰り返す。本名は忌まれ、黒貴族と呼ばれる。
ウィーギンティ
声：内野一
年齢不詳。200cm。王国の協会を代表する司教。常に仮面で素顔を隠し、その表情や行動理由が人に明かされることはない。

### 領主
シルヴェストル
47歳。182cm。
クレメンス
27歳。184cm。
ロドヴィック
31歳。179cm。
ヴェンツェル
25歳。193cm。
リュシアン
10歳。146cm。
オベルジーヌ
22歳。181cm。
アデライード
23歳。165cm。
エピドート
53歳。164cm。
バスティアン
35歳。162cm。

### その他の騎士
オーロフ
17歳。220cm。
人狼の騎士。『パレドゥロワイヤル』収録の短編「人狼の帰る森」では主役を務める。
ザカート
24歳。182cm。
ユークレース
19歳。178cm。
グイード
34歳。180cm。
ヌシャトー
22歳。182cm。
フォルカー
29歳。172cm。
レミー
17歳。167cm。
フェリクス
16歳。162cm。
コルネリウス
18歳。177cm。
ジークムント
60歳。163cm。
ユーグ
17歳。176cm。オーロフの友人で、短編「人狼の帰る森」ではオーロフと行動を共にする。

### その他
オーンブル
執政官に仕える密偵。
トライゾン
王城にとりつく悪霊で、「二百周年を迎えた悪霊」では騒ぎを起こしてオーンブルと対決する。「パレドゥカルナヴァル」ではエリオットに憑依して騒ぎを起こす。

## 開発

### キャスティング
友永朱音はインタビューの中で、自分が演じるフィーリアの侍女・エクレール役の第一印象が「明るく活発そうな女の子」であり、演じた際は期待を裏切らない面白いキャラクターだったと話す一方、フィーリアへの愛情の度合いに驚いたとも話している。友永は執政官としてフィーリアを補佐するヴィンフリートとの掛け合いが楽しかったと話す一方、そのヴィンフリートを演じた鈴木達央は、気になるキャラクターとしてエクレールを挙げており、その理由としてヴィンフリートからしてすごく癪に障るキャラクターであると説明している。なお、鈴木自身は自分が演じる役に対して堅そうなしゃべり方をするという第一印象を抱き、演じてみて実際その通りだったと振り返っている。鈴木は発売記念イベントで自分とは正反対な性格なので、なぜ自分が起用されたのか疑問に思うこともあったと振り返っている。一方、鈴木はアフレコインタビューの中で、ヴィンフリートの設定年齢が自分の年齢と近く、演じやすかったとしつつも、世界観を構築する立場であるがゆえにセリフが多く、セリフとセリフの間に場所を移動していると思われるものもあり、行間を埋める作業をしてきたと説明している。そうすることで、言い方が変わったりニュアンスが異なるセリフも出てくるため、なるべく頭の中で切り替えるようにしたという。仮面の司教ウィーギンティを演じた内野一も、テキスト以外のところで想像が膨らむ物語だったと話している。
アストラッド役の岡本寛志はインタビューの中で、中世ファンタジー風の世界を舞台に、姫を守る岸を演じることが楽しく、自身が担当した主題歌も気に入っていると話している。岡本も、アストラッドの「素直で無邪気で元気な奴」という第一印象は収録後も変わらなかったとしつつも、天然ぶりが洗練されていったとも話している。一方、岡本はキャラクターのイラストを見た際、大柄な体格から大人だと思ったことも明かしている。
このほかにも複数の出演者、第一印象と演技時の印象にあまり変わりがなかったと話している。
一方、ヴァルターを演じた羽多野渉は武骨で勇猛そうな見た目に反して、繊細だったり情に厚かったりと発見が多かったと振り返っている。また、フィーリアの即位を阻んだ宰相・ディクトールを演じた古賀寛之も、典型的な憎まれ役かと思いきや、たまに等身大の人間らしさを感じさせるところを見せるので、とても愛着がわいたと振り返っている。

## 評価
ライターのGuevaristaは、「4Gamer.net」に寄せた開発中バージョンの記事の中で、本作について、王女たちが各地に騎士を送って評判を上げる工作をしたり、相手が思い通りにならなければ配下の騎士との一騎打ちに持ち込ませたり暗殺することが許されるということで、ドロドロした陰謀劇のようだが、女性向けのゲームらしく、ロマンチックな要素も含まれており、ちまちました操作ながらも、基本的な発想は華麗な宮廷劇であると述べている。

## 関連書籍
- パレドゥレーヌ 公式ガイドブック エンターブレイン発行 2007年5月11日 ISBN 9784757733022
- パレドゥレーヌ 〜薔薇の守護〜 コナミデジタルエンタテインメント発行（妹尾ゆふ子・著）2006年12月22日 ISBN 9784861558337